# South Salmara-Mankachar
South Salmara-Mankachar ist ein Distrikt im indischen Bundesstaat Assam. Sitz der Verwaltung ist Hatsingimari.

## Geschichte
Der Distrikt wurde 2015 aus Teilen des Distrikts Dhubri geschaffen. Damals spalteten sich die Circles (Kreise) Mankachar und South Salmara vom Distrikt Dhubri ab und bildeten den neuen Distrikt South Salmara-Mankachar.

## Bevölkerung
Nach der Volkszählung 2011 hat der Distrikt South Salmara-Mankachar 555.114 Einwohner. Bei 98 Einwohnern pro Quadratkilometer ist der Distrikt eher dünn besiedelt. Der Distrikt ist ländlich geprägt. Von den 555.114 Bewohnern wohnen 528.952 Personen (95,29 %) auf dem Land und 26.126 Menschen in städtischen Gemeinden.
Der Distrikt South Salmara-Mankachar gehört zu den Gebieten Indiens, die nur gering von Angehörigen der „Stammesbevölkerung“ (scheduled tribes) besiedelt sind. Zu ihnen gehörten (2011) 4.032 Personen (0,73 Prozent der Distriktsbevölkerung). Es gibt zudem 7.767 Dalits (scheduled castes) (1,40 Prozent der Distriktsbevölkerung) im Distrikt.

### Bevölkerungsentwicklung
Wie überall in Indien wächst die Einwohnerzahl im Distrikt South Salmara-Mankachar seit Jahrzehnten stark an. Die Zunahme betrug in den Jahren 2001–2011 26,5 Prozent (26,50 %). In diesen zehn Jahren nahm die Bevölkerung um über 116.000 Menschen zu. Die Entwicklung verdeutlicht folgende Tabelle:

### Bedeutende Orte
Im Distrikt gibt es mit Mankachar (26.162 Einwohner) nur eine einzige Stadt.

### Bevölkerung des Distrikts nach Geschlecht
Der Distrikt hatte 2011 – für Indien üblich – mehr männliche als weibliche Einwohner. Allerdings war das Verhältnis beider Geschlechter viel ausgeglichener als in anderen Regionen Indiens. Von der gesamten Einwohnerschaft von 555.114 Personen waren 282.027 (50,82 Prozent der Bevölkerung) männlichen und 273.087 weiblichen Geschlechts. Bei den jüngsten Bewohnern (118.697 Personen unter 7 Jahren) sind 59.841 Personen (50,41 %) männlichen und 58.856 Personen (49,59 %) weiblichen Geschlechts.

### Bevölkerung des Distrikts nach Sprachen
Die Bevölkerung des Distrikts South Salmara-Mankachar ist sprachlich gemischt. Assami und Bengali sind allerdings die beiden dominierenden Sprachen. Im Circle Mankachar sprachen  205.203 Personen (67,15 Prozent der Bewohner) Assami und 90.536 Personen (29,63 Prozent der Bewohner) Bengali. Im Circle South Salmara waren die Verhältnisse ausgeglichener. Dort sprachen 119.852 Personen (48,04 Prozent der Bewohner) Assami und 127.732 Personen (51,19 Prozent der Bewohner) Bengali. Die weitverbreitetsten Sprachen zeigt die folgende Tabelle:
| Jahr                                   | Assami  | Assami | Bengali | Bengali | Hajong | Hajong | Hindi | Hindi | Bhatia | Bhatia | Koch  | Koch | Garo | Garo | Bhojpuri | Bhojpuri | Nepali | Nepali | Total   | Total    |
| Jahr                                   | Zahl    | %      | Zahl    | %       | Zahl   | %      | Zahl  | %     | Zahl   | %      | Zahl  | %    | Zahl | %    | Zahl     | %        | Zahl   | %      | Zahl    | %        |
| -------------------------------------- | ------- | ------ | ------- | ------- | ------ | ------ | ----- | ----- | ------ | ------ | ----- | ---- | ---- | ---- | -------- | -------- | ------ | ------ | ------- | -------- |
| 2011                                   | 325.055 | 58,56  | 218.268 | 39,32   | 2.490  | 0,45   | 2.406 | 0,43  | 1.195  | 0,22   | 1.104 | 0,20 | 706  | 0,13 | 347      | 0,06     | 347    | 0,06   | 555.114 | 100,00 % |
| Quelle: Ergebnis der Volkszählung 2011 |         |        |         |         |        |        |       |       |        |        |       |      |      |      |          |          |        |        |         |          |

### Bevölkerung des Distrikts nach Bekenntnissen
Die Muslime (Assamesen und Bengalis) sind die klare Bevölkerungsmehrheit. Es gibt im Circle Mankachar eine bedeutende Minderheit an Hindus (20.336 Personen oder 6,65 Prozent der Bevölkerung). Der Circle South Salmara ist fast rein muslimisch (98,03 Prozent der Bevölkerung).Die genaue religiöse Zusammensetzung der Bevölkerung zeigt folgende Tabelle:
| Jahr                                   | Buddhisten | Buddhisten | Christen | Christen | Hindus | Hindus | Jainas | Jainas | Muslime | Muslime | Sikhs | Sikhs | Andere | Andere | keine Angaben | keine Angaben | Total   | Total    |
| Jahr                                   | Zahl       | %          | Zahl     | %        | Zahl   | %      | Zahl   | %      | Zahl    | %       | Zahl  | %     | Zahl   | %      | Zahl          | %             | Zahl    | %        |
| -------------------------------------- | ---------- | ---------- | -------- | -------- | ------ | ------ | ------ | ------ | ------- | ------- | ----- | ----- | ------ | ------ | ------------- | ------------- | ------- | -------- |
| 2011                                   | 14         | 0,00       | 1.119    | 0,20     | 24.925 | 4,49   | 273    | 0,05   | 528.440 | 95,19   | 28    | 0,01  | 3      | 0,00   | 312           | 0,06          | 555.114 | 100,00 % |
| Quelle: Ergebnis der Volkszählung 2011 |            |            |          |          |        |        |        |        |         |         |       |       |        |        |               |               |         |          |

## Bildung
Dank bedeutender Anstrengungen steigt die Alphabetisierung. Sie ist dennoch tief, da nur knapp die Hälfte der Einwohner lesen und schreiben kann. Im städtischen Bereich können immerhin über 71 Prozent lesen und schreiben. Auf dem Land dagegen sind es unter 50 Prozent. Typisch für indische Verhältnisse sind die starken Unterschiede zwischen den Geschlechtern und der Stadt-/Landbevölkerung.
| Alphabetisierung im Distrikt South Salmara-Mankachar      |                   |                   |                   |                   |                   |                   |
| Einheit                                                   | Volkszählung 1991 | Volkszählung 1991 | Volkszählung 2001 | Volkszählung 2001 | Volkszählung 2011 | Volkszählung 2011 |
| Einheit                                                   | Anzahl            | Anteil            | Anzahl            | Anteil            | Anzahl            | Anteil            |
| GESAMT                                                    | 80.204            | 30,65 %           | 135.431           | 39,89 %           | 221.511           | 50,76 %           |
| Männer                                                    | 52.797            | 39,29 %           | 82.730            | 47,48 %           | 122.417           | 55,10 %           |
| Frauen                                                    | 27.407            | 21,52 %           | 52.701            | 31,88 %           | 99.094            | 46,26 %           |
| STADT GESAMT                                              | 9.650             | 53,83 %           | 14.710            | 63,70 %           | 16.058            | 71,94 %           |
| Stadt-Männer                                              | 5.688             | 61,31 %           | 8.310             | 70,60 %           | 8.579             | 76,33 %           |
| Stadt-Frauen                                              | 3.962             | 45,80 %           | 6.400             | 56,52 %           | 7.479             | 67,49 %           |
| LAND GESAMT                                               | 70.554            | 28,94 %           | 120.721           | 38,15 %           | 205.453           | 47,76 %           |
| Land-Männer                                               | 47.109            | 37,66 %           | 74.420            | 45,81 %           | 113.838           | 51,86 %           |
| Land-Frauen                                               | 23.445            | 19,75 %           | 46.301            | 30,07 %           | 91.615            | 43,50 %           |
| Quelle: Ergebnisse der Volkszählungen 1991, 2001 und 2011 |                   |                   |                   |                   |                   |                   |

## Verwaltungsgliederung
Der Distrikt war bei der letzten Volkszählung 2011 in zwei Circles (Kreise) (im Distrikt Dhubri) aufgeteilt.
| Bevölkerung in den Circles |           |           |               |               |
|                            | Mankachar | Mankachar | South Salmara | South Salmara |
| Anzahl                     | Anteil    | Anzahl    | Anteil        |               |
| GESAMT                     | 305.606   | 100 %     | 249.508       | 100 %         |
| Männer                     | 154.832   | 50,66 %   | 127.195       | 50,98 %       |
| Frauen                     | 150.774   | 49,34 %   | 122.313       | 49,02 %       |
| Stadt                      | 26.162    | 8,56 %    | 0             | 0 %           |
| Land                       | 279.444   | 91,44 %   | 249.508       | 100 %         |